# Andrej Kavun
Andrej Kavun (Leopoli, 10 dicembre 1969) è un regista russo.

## Filmografia parziale

### Regista
- Ochota na piran'ju (2006)
- Kandagar (2009)